# Princess Ai
Princess Ai é uma série de mangá shoujo, criada e co-escrita pela música e cantora norte-americana Courtney Love e Stuart Levy, com ilustrações de Ai Yazawa e Misaho Kujiradou. Baseado em parte na vida da própria Courtney Love, o mangá segue um personagem alienígena amnésico, Ai, que é transportado para Tóquio de sua terra natal devastada pela guerra, onde ela tenta juntar sua vida.

## História
Após chegar na Terra, Ai percebe que sabe apenas seu nome e repara em uma caixa que está perto de si. Ao longo da história ela faz amigos , arranja emprego em uma "boate" chamada "Boate Cupido" e vai descobrindo sobre quem era e o porque dela ter sido mandado para esse planeta. Um dia ela conhece Kent e seu amigo de quarto que é... hum... digamos quem tem uma "queda" por Kent e não gosta quando este tenta ajudar a princesinha. Aos poucos Ai descobre seu talento pela música e é contratada por uma "agência" onde fica sem liberdade. Porém Ai é meio rebelde e não gosta de ficar presa, e o problema para ela não era só ficar presa, mas também que ela não poderia descobrir mais sobre a desconhecida Ailândia.Com a ajuda de seus amigos ela apesar de não ter liberdade vai descobrindo e ao descobrir sobre si ela evolui, a prova disso é que crescem asas em suas costas. Além de todos os problemas enfrentados para sobreviver na Terra ela ainda conta com uns seres de Ailândia que querem acabar com ela. Ai tem , por fim, uma história romântica com Kent e consegue voltar para o seu mundo, sendo, sem esquecermos, uma grande estrela do Rock!

## Personagens
Princess Ai
Protagonista, passa a história confusa sobre seu passado, havia perdido a memória, acordando em um beco qualquer no meio da cidade de Tóquio. Seu reino é Ailandia, dai que vem o seu nome "Ai" (amor em japonês), que, obiviamente, ela é a princesa de lá que localiza-se em outro mundo. Ao longo da história, vai nascendo asas (tipo asa de anjo) em suas costas, só que com pigmentos vermelhos, e no fim, ela fica com grandes e belas asas vermelhas.
Kent
Um garoto que está na faculdade e divide o seu dormitório com um colega gay que é apaioxnado por ele. Quando estava indo para o trabalho uma dia, encontrou Ai na rua quando estava sendo assaltada e ele a ajudou a pegar o ladrão.Desde o início do mangá, eles sentem uma "ligação" entre eles, e Ai vê coisas nele que relembram alguém de seu passado.
Hikaru
Colega de quarto de Kent. Hikaru é gay, ciumento e possessivo pois gosta de Kent, odiou Ai à primeira vista. No entanto, quando viu o quanto Kent gostava dela, Hikaru os ajudou a ficar juntos.
Fa'an
Um enigmático músico de rua que ajudou Ai a descobrir seu talento como cantora e Kent a decidir se reaproximar dela. Fa'an tem uma tendência a aparecer e desaparecer na hora certa. No último volume do mangá mostra que Fa'an é um tipo de "anjo da guarda" da Ai.
Jen
A única cantora da Boate Cupido que ficou amiga de Ai. desde então, tornou-se a melhor amiga de Ai, mas morre no último volume do mangá por que tocou na caixinha em forma de coração da Ai, segundo Tess, humanos não podem tocar nessa caixa pois ela é feita de "Tenketsu" (o sangue dos anjos), os humanos nã podem tocar em tenketsu pois tem a sua força vital sugada e morrem.
Yoshi
Assistente pessoal de Ai. Ele é gay, sinpático e adora a Ai, e sempre faz as vontades dela sempre que possível. Às vezes, pensam que ele é uma mulher muito alta.
Nora
Este anjo que é líder dos revolucionários de Ailândia quer igualdade, e não superioridade, em relação aos humanos. Mas nem todos pensam como ele. É apaixonado por Ai, e para protege-lá, a manda para a Terra, mas ela perde a memória, mas a recupera depois e se lembra de Nora.
Kaz
Primo radical de Nora, que a família real humana deve ser conquistada para que a vitória seja alcançada. Para o horror de Nora, manda Tess e Meggi para capturar Ai.
Tess
Uma das três fúrias da Ailândia, foi enviada à Terra para capturar Ai. Depois de caçá-la e observá-la, passou por uma mudança radical e agora a protege.
Meggi
Uma fúria com asas de cobra. Foi enviada à Terra para completar a missão de Tess, sua irmã, mas foi impedida pela própria.
Takeshi
Durão, cheio de tatuagens e vistoso, é um VIP da Boate Cupido. Trabalha na agência H.A.T., a maior agencia de talentos do Japão, foi ele que "descobriu" Ai como cantora. Tem um grande carinho por Ai.
Hayabusa
Poderoso presidente da H.A.T. e chefe de Takeshi. Dizem que está ligado à Yakusa (máfia japonesa). Hayabusa se veste como um general e administra sua empresa como um tirano. Ele manda Takeshi matar Ai para assim, ficar os direitos de suas músicas e ter lucro apenas para si e por muito tempo, mas Takeshi não o faz, uma vez que gosta muito dela.
Hiro
Agente de Ai. Estoico e exato, tem dificuldade para lidar com a imprevisibilidade da Ai. Tenta mata-la a mando de Hayabusa, já que Takeshi não o fez, mas é impedido graças a uma forte luz que ofusca a sua visão, logo em seguida é preso pela policia.